# Лонской, Валерий Яковлевич
Валерий Яковлевич Лонской (21 марта 1941, Хабаровск — 6 июня 2021, Москва) — советский и российский кинорежиссёр, сценарист, кинопродюсер и писатель. Народный артист Российской Федерации (2001).

## Биография
Родился 21 марта 1941 года в Хабаровске. В 1970 году окончил режиссёрский факультет ВГИКа (мастерская Е. Л. Дзигана). Работал оператором-печатником цеха субтитров на киностудии имени М. Горького. Снимал сюжеты для киножурнала «Ералаш».
Член Союза кинематографистов, член Московского Союза писателей.
Председатель Союза кинематографистов Москвы (1993—1999).
Руководитель режиссёрской мастерской ВГИКа (ФДПО) c 1999 года по 2010 год.

## Общественная позиция
В 2010 году в числе более сотни кинематографистов выразил протест против деятельности Никиты Михалкова на посту председателя Союза кинематографистов России, подписав заявление «Нам не нравится». Вместе с несогласными вышел из состава Союза кинематографистов России, став членом новообразованного КиноСоюза.
Выступая 21 марта 2013 года на IX съезде Союза кинематографистов России, Лонской предложил собравшимся сделать Никиту Михалкова вечным председателем Союза кинематографистов. «Давайте начнём съезд с выборов председателя, и я предлагаю избрать Никиту Михалкова навечно. Сколько можно играть в демократию?». Присутствовавшая на съезде корреспондент «Коммерсантъ FM» отметила, что слова были сказаны с явным сарказмом и режиссёр таким образом выражал недовольство отсутствием альтернативных кандидатов.
В марте 2014 года вместе с рядом других деятелей науки и культуры выразил своё несогласие с политикой российской власти в Крыму.

## Смерть
Скончался в московской больнице в Коммунарке 6 июня 2021 года на 81-м году жизни от осложнений, вызванных коронавирусной инфекцией. Похоронен на Троекуровском кладбище в Москве.

## Творчество

### Режиссёр
- 1970 — В лазоревой степи
- 1974 — Небо со мной
- 1977 — Приезжая
- 1981 — Белый ворон
- 1983 — Летаргия
- 1985 — Полевая гвардия Мозжухина
- 1987 — Мужские портреты
- 1989 — Свой крест
- 1992 — Вынос тела
- 1996 — Барханов и его телохранитель
- 2000 — Артист и мастер изображения
- 2005 — Голова классика
- 2009 — Двойная пропажа

### Сценарист
- 1970 — В лазоревой степи (новелла «Коловерть»)
- 1981 — Белый ворон
- 1983 — Летаргия
- 1987 — Мужские портреты
- 1989 — Свой крест
- 1992 — Вынос тела
- 1996 — Барханов и его телохранитель
- 2000 — Артист и мастер изображения
- 2009 — Двойная пропажа

### Продюсер
- 2000 — Артист и мастер изображения

## Награды и премии
- 1992 — Заслуженный деятель искусств РСФСР — за заслуги в области киноискусства[12];
- 1996 — ОКФ «Киношок» в Анапе, Приз жюри продюсеров и дистрибьюторов («Барханов и его телохранитель»);
- 2000 — КФ «Окно в Европу» в Выборге, Приз зрительских симпатий («Артист и мастер изображения»);
- 2001 — Народный артист Российской Федерации — за большие заслуги в области искусства[13];
- 2005 — Открытый фестиваль социального кино и телепродукции в Вятке, Гран-при («Голова классика»).